# Mine d'uranium de Husab
La mine d'uranium de Husab est une mine à ciel ouvert située dans le désert du Namib en Namibie, près de la ville d'Erongo et à environ 60 km à l'est de la ville côtière de Swakopmund.
Elle est exploitée par la société Swakop Uranium, une filiale de la société chinoise d’énergie nucléaire Guangdong (CGNPC) pour 90 %, les 10 % restants sont la propriété de la société gouvernementale namibienne dénommée Epangelo Mining. En juin 2015, environ 4 000 personnes travaillent sur le site.

## Histoire
En 2007 est réalisé le premier forage. En février 2008, les résultats des analyses confirment la découverte  du gisement d'uranium de Husab, situé à 15 -km au sud de la mine de Rössing. Le gisement est situé sous environ 30 mètres de sable du désert. L'autorisation minière est donnée en 2012 et la cérémonie de la première pelletée de terre se déroule le 18 avril 2013
En novembre 2013 arrivent d'énormes bennes sur le site de la mine.
L'inauguration de la mine a lieu le 8 mai 2014. 200 personnes sont invitées par le président namibien Hifikepunye Pohamba, dont huit journalistes, mais aucun de l’Allgemeine Zeitung.
En janvier 2015, environ 200 travailleurs de la mine d'Husab manifestent au siège de la compagnie à Swakopmund, et réclament un meilleur salaire, des facilités de logements et un suivi médical. Les grévistes reprennent le travail 6 mois plus tard, en juin 2015.
Le 30 décembre 2015 se produit un important incendie dans l'usine de broyage du minerai. Les pompiers utilisent pour éteindre le feu plus d'un million de litres d'eau.
En janvier 2016, les paysans et riverains du fleuve Swakop demandent à la société Swakop uranium de ne pas pomper la précieuse eau du fleuve, après que la mine ait installé des pompes pouvant extraire jusqu'à 500 000 mètres cubes.
En mars 2016, le ministre des finances namibien Calle Schlettwein annonce le triplement de la production d'uranium d’ici à 2017, à 11 000 tonnes, avec la montée en puissance de la mine d’Husab. La mine démarre sa production fin 2016.